# Чубайс Анатолій Борисович
Анато́лій Бори́сович Чуба́йс (рос. Анатолий Борисович Чубайс; *16 червня 1955, Борисов, Білоруська РСР, СРСР) — російський політик та державний діяч, єврей, у 1991—1998 займав різні керівні посаді в уряді РФ; ідеолог та провідник російських ліберальних економічних реформ і зокрема так званої «ваучерної приватизації». Згодом голова державної енергетичної монополії Єдині Енергетичні Системи Росії (РАО «ЄЕС Росії»). Очолював державну корпорацію «Російська корпорація нанотехнологій» (РОСНАНО).

## Життєпис
Народився 16 червня 1955 в місті Борисові в Білорусі.
У 1962 пішов до школи № 38 в м. Одесі (Україна), потім навчався у львівській школі № 6. В п'ятий клас пішов у школу № 188 вже в м. Ленінграді.
У 1977 закінчив Ленінградський інженерно-економічний інститут ім. Пальміро Тольятті. Після закінчення інституту працював інженером, а після захисту кандидатської дисертації на тему «Дослідження і розробка методів планування вдосконалення управління у галузевих науково‑технічних організаціях» в 1983 отримав посаду доцента. Під час роботи в інституті Чубайс керував неформальним осередком «молодих економістів», який був створений групою випускників економічних вузів міста. У 1987 Чубайс став одним з творців політичного клубу «Перебудова», метою якого було «просування демократичних цінностей в широкі маси інтелігенції».
Публічна політична кар'єра Чубайса почалася в 1990 році з призначення його заступником голови виконкому Ленсовєта і головним економічним радником мера Ленінграда Анатолія Собчака. Два роки по тому Анатолій Чубайс стає політиком федерального масштабу: 1 червня 1992 року згідно Указу президента Росії Бориса Єльцина він був призначений першим заступником голови Уряду Росії з питань економічної і фінансової політики. У листопаді того ж року став головою Державного комітету Російської Федерації з управлінню державним майном. За 1992 рік Держкоммайном під керівництвом Чубайса була розроблена програма приватизації і здійснена її технічна підготовка.
У грудні 1993 року обраний депутатом Державної Думи від виборчого об'єднання «Вибір Росії». Проте через рік він залишив Думу і зайняв пост першого заступника прем'єр-міністра з питань економічної і фінансової політики в уряді Віктора Черномирдіна.
З квітня 1995 по лютий 1996 представляв Росію в міжнародних організаціях. 16 лютого 1996 подав заяву про відставку, і того ж дня Указом президента був звільнений з посади першого віце-прем'єра у зв'язку з переходом на іншу роботу. Відразу після відставки Чубайс створив фонд «Громадянське суспільство», на основі якого почала роботу аналітична група передвиборчого штабу Бориса Єльцина. Під керівництвом Чубайса аналітична група зіграла ключову роль в організації кампанії суспільної підтримки Єльцина на виборах його президентом Росії на другий термін.
Після переобрання Єльцина 15 липня 1996 року Указом президента РФ призначений керівником адміністрації президента РФ.
У березні 1997 року новопризначений першим заступником голови Уряду і одночасно міністром фінансів РФ. У тому ж журнал Euromoney визнав Чубайса найкращим міністром фінансів 1997 року.
Після виходу з уряду 4 квітня 1998 року зайняв крісло в Раді директорів компанії РАО «ЄЕС Росії», а 30 квітня 1998 року став головою правління цієї компанії.
З 14 липня 2000 — президент Електроенергетичної ради СНД; переобирався на цей пост в 2001—2007.
У грудні 1998 року увійшов до складу коаліції «Праве діло» і був обраний до складу координаційного комітету оргкомітету коаліції.
З 20 травня 2000 — співголова Координаційної ради Загальноросійської політичної організації «Союз правих сил», з 26 травня 2001 — співголова федеральної політичної ради цієї партії, 24 січня 2004 подав у відставку з посади співголови, обраний у федеральну політичну раду партії.
ВАТ РАО «ЕЕС Росії» 1 липня 2008 року припинило існування як юридична особа, відповідний запис внесений до єдиного державного реєстру юридичних осіб. Після розформування енергохолдингу Анатолій Чубайс пішов у відставку з посади керівника РАО «ЄЕС Росії».
22 вересня 2008 року російський президент Дмитро Медведєв підписав Указ про звільнення Леоніда Меламеда з посади генерального директора державної корпорації «Російська корпорація нанотехнологій» (працюватиме під «брендом» РОСНАНО) і призначив новим генеральним директором корпорації Анатолія Чубайса.
Член Більдерберзького клубу.
Всі люди, що працювали під керівництвом Анатолія Чубайса, відзначають його унікальні організаторські здібності, суміщені з жорстким методом адміністрування[джерело?].
З листопада 1991 року з дуже невеликими перервами займає різні ключові пости в державі, входить в керівництво впливових партій і громадських організацій. Разом з тим Чубайс — один з найнепопулярніших політиків Росії; за офіцера, що балотувався в Державну думу, звинуваченого в організації замаху на Чубайса (і більш нічим не відомого), проголосувало 29 % виборців (44 000 осіб) в одному з виборчих округів Москви.
4 грудня 2020 року призначений на посаду спеціального представника Президента Росії у зв'язках з міжнародними організаціями для досягнення цілей сталого розвитку.
23 березня 2022 року Чубайс пішов з цієї посади і залишив країну через незгоду  з повномасштабним російським вторгненням в Україну, виїхавши разом з дружиною через Туреччину до Ізраїлю.

## Цікаві факти
Не любить розповідати про своє особисте життя, але відомо, що друга дружина Анатолія Борисовича — інженер-економіст, працює на громадських засадах в російському товаристві «Госпіс» ‑ лікарні для хворих, що страждають важкими невиліковними захворюваннями. Від першої дружини є син і дочка.
Один з найпопулярніших героїв російських анекдотів 1990-х.